# SES Astra
A SES Astra egy luxemburgi műholdas távközlési szolgáltató vállalat, az SES csoport tagja. Neve a latin astrum (magyarul csillag) szóból származik. 

## Története
Az 1985-ben alapított Société Européenne des Satellites-Astra Európa első műholdüzemeltető magáncége volt. 1988-ban lőtték fel az Astra 1A műholdat, egy évvel később lehetővé vált a rádió- és televíziócsatornák kisméretű parabolaantennával történő analóg vétele.
1996-ban az Astra 1E-vel elkezdődik a digitális televíziózás története. 2000 szeptembere óta nézhetőek a keleti 19 fokról a UPC Direct csatornái. Az analóg lekapcsolás 2012-ben történt meg.

## Aktív műholdak és orbitális pozícióik
| 19,2° kelet | 28,2° kelet | 23,5° kelet | 5,0° kelet | 31,5° kelet |
| ----------- | ----------- | ----------- | ---------- | ----------- |
| Astra 1KR   | Astra 2E    | Astra 3B    | Astra 4A   | Astra 5B    |
| Astra 1L    | Astra 2F    |             |            |             |
| Astra 1M    | Astra 2G    |             |            |             |
| Astra 1N    |             |             |            |             |

Kopozicionált műholdak:
| 19,2° kelet | 28,2° kelet | 23,5° kelet | 5,0° kelet | 31,5° kelet |
| ----------- | ----------- | ----------- | ---------- | ----------- |
|             |             |             | SES-5      |             |

## Magyarországi vétel
Magyar szempontból a keleti 19,2°-on található műholdaknak volt nagy jelentősége, amelyekről a UPC Direct szolgáltatás által nyújtott magyar csatornák voltak foghatóak, előfizetés ellenében. Ezeken kívül ezen a műholdon számos kódolatlan európai (elsősorban német nyelvű) csatorna is fogható. A műholdak vételéhez Magyarországon egy kisebb átmérőjű (pl. 60 cm-es) parabolaantenna is elegendő.